# Ana Margarita Peña de López
Ana Margarita Peña de López (Formosa, 22 de abril de 1947) es una pedagoga y política argentina del Partido Justicialista, que se desempeñó como senadora nacional por la provincia de Formosa entre 1993 y 1998.

## Biografía
Nacida en la ciudad de Formosa en 1947, es licenciada en pedagogía y trabajo social. En política se unió al Partido Justicialista. En 1981 había formado parte de la fundación de un instituto de enseñanza privado como secretaria administrativa.
Su actividad en el sector público comenzó en 1974 como directora socio-asistencial en la Subsecretaría de Acción Social de la provincia de Formosa. Entre 1983 y 1989 fue directora del Centro de Capacitación del Ministerio de Planeamiento y Desarrollo provincial, y en 1985 participó de la creación de la dirección provincial de la Mujer, ejerciendo como su titular hasta 1986.
Entre 1987 y 1992 presidió el Instituto Provincial de Pensiones Sociales, bajo la gobernación de Vicente Bienvenido Joga. Entre 1991 y 1992 fue convencional en la reforma de la constitución formoseña. Tras la convención constituyente, retornó al Instituto Provincial de Pensiones Sociales.
En septiembre de 1993 la Cámara de Diputados de Formosa la designó senadora nacional por la provincia para reemplazar a Wilfrido Samudio Godoy, quien había fallecido. Su mandato en el Senado concluyó en 1998. Fue presidenta de la comisión de Recursos Hídricos. Hacia 1998, de 72 senadores nacionales, las únicas mujeres en la cámara alta eran Peña de López y Olijela del Valle Rivas.
Fue diputada al Parlamento Latinoamericano, desempeñándose como presidenta y vicepresidenta de la comisión de Deuda Social.